# タイガーハニー
タイガーハニーは、日本の女子プロレスラー。身長161cm、体重60kg。本名、生年月日、出身地、血液型は非公開。

## 戦歴・経歴
- 2003年1月5日、アルシオン後楽園ホール大会「STARDOM 2003」において、対春山香代子戦でデビュー。
- 2005年8月12日、JWP道場マッチ30回記念3DAYSフェスティバルvol.1においてDOJO選抜3DAYトーナメント 1回戦に出場、JWP所属コマンド・ボリショイと対戦、6分56秒ヨーロピアンクラッチで勝利[1]。
- 2007年4月5日、JWP道場マッチに出場[2]。

## 得意技
- タイガー・スープレックス・ホールド

## 入場テーマ曲
- キューティーハニー